# José Muñoz-Cortés
José Muñoz-Cortés (13 mai 1948, Santiago - 31 octobre 1997, Athènes) est un membre du clergé orthodoxe.
Il naît au Chili d'une famille de descendance hispanique et catholique pieuse. C'est à l'âge de 12 ans qu'il fait la connaissance de l'archevêque Léonty, sous l'influence de qui il est baptisé dans l'Église orthodoxe russe deux ans plus tard avec le consentement de sa mère. Il devient professeur d'art à l'Université de Montréal, où il commence également à s'intéresser à l'iconographie. Durant l'été 1982, Frère José se rend au Mont Athos dans le but d'y visiter les communautés monastiques et les monastères se spécialisant dans la peinture d'icônes.
Lorsqu'il se trouve dans le skite (communauté monastique d'ermites) de la Nativité du Christ, il y sent une attraction intense et spontanée pour une icône de la Mère de Dieu dite portaïtissa (appelée « Notre-Dame Porte du Ciel » en français), copie contemporaine (1981) de l'ancienne icône d'Iveron, qui fut très vénérée. Lorsqu'il demanda comment il pouvait l'acquérir, il est dépité d'apprendre qu'elle n'est pas à vendre. Mais alors qu'il s'apprête à quitter la communauté, à sa grande joie, l'abbé Clément la lui remet subitement en disant que c'est la volonté de la Mère de Dieu qu'elle aille avec lui en Amérique. De retour à Montréal, Frère José prend l'habitude de lire un acathiste chaque jour devant l'icône. Quelques semaines plus tard, le 25 novembre, Frère José se déclare surpris de sentir une forte odeur parfumée dont il dit croire qu'elle émane de l'icône. Selon lui, le parfum serait celui de la myrrhe et proviendrait des mains de la Mère de Dieu.
Frère José passe les 15 années suivantes à prendre soin de l'icône, qui continuait, toujours selon lui, à émettre ce parfum, et à voyager avec elle dans de nombreuses paroisses non seulement aux États-Unis, au Canada, mais aussi en Amérique du Sud, en Europe, et en Australie. Il satisfait également les demandes de prière de la part de milliers de fidèles et commémore chaque jour de longues listes de noms. Il est assassiné dans sa chambre d'hôtel à Athènes la nuit du 30 ou 31 octobre 1997, par des Roumains, selon un site religieux. L'icône n'a pas été revue depuis. José avait l'intention de retourner au Canada le jour suivant pour y célébrer le 15e anniversaire du début de l'émanation du parfum par l'icône.
Selon la lettre d'une moniale, des témoins auraient découvert avec stupéfaction que son corps ne semblait pas présenter pas le moindre signe de corruption 12 jours après sa mort, et qu'une odeur de sainteté s'en dégageait.